# Continuum (музыкальный проект)
Continuum — совместный музыкальный проект Bass Communion (Стивен Уилсон из Porcupine Tree) и Дирка Серриаса (Видна Обмана и Fear Falls Burning) в жанрах эмбиент и дроун. Целью проекта является расширение «коллективных амбиций и видения музыкантов, мотивированых их огромной страстью к широкому диапазону музыкальных стилей, начиная от просторной атмосферы и заканчивая дум-металом».

## Релизы Continuum

### Continuum I
| №                   | Название            | Длительность |
| ------------------- | ------------------- | ------------ |
| 1.                  | «Construct I»       | 19:54        |
| 2.                  | «Construct II»      | 21:30        |
| 3.                  | «Construct III»     | 19:45        |
| Общая длительность: | Общая длительность: | 60:29        |

Первый совместный релиз Bass Communion и Видна Обмана изначально был ограничен 25 промо-копиями. Однако, промо-копии были быстро распроданы, что привело к штамповке официального релиза в количестве 1000 копий. Альбом упакован в диджипак размером с книгу, разработанный Лассе Хойле. Различие промо-копий и официального релиза заключается в маленькой чёрной линии через штрихкод.
Второй издание количеством в 1000 копий было выпущено в июле 2008 года.

### The Continuum Recyclings, Volume One
| №                   | Название            | Длительность |
| ------------------- | ------------------- | ------------ |
| 1.                  | «I»                 | 19:34        |
| 2.                  | «II»                | 19:41        |
| 3.                  | «III»               | 19:35        |
| 4.                  | «IV»                | 19:48        |
| Общая длительность: | Общая длительность: | 77:58        |

The Continuum Recyclings, Volume One — двойной LP-компаньон Continuum I. Альбом состоит из четырёх треков, основанных на невыпущенной работе Bass Communion «Construct III — Immersion Mix». Каждый трек был расширен Видна Обмана с использованием исходного материала Continuum I.
Альбом был выпущен на 180-граммовом мраморном виниле с удлинённой обложкой и ограничен 500 копиями.

### Continuum II
| №                   | Название            | Длительность |
| ------------------- | ------------------- | ------------ |
| 1.                  | «Construct IV»      | 22:45        |
| 2.                  | «Construct V»       | 17:28        |
| 3.                  | «Construct VI»      | 18:31        |
| Общая длительность: | Общая длительность: | 58:04        |

Вторая часть совместной серии Bass Communion и Видна Обмана была ограничена 2000 копиями в диджипаке размером с книгу, разработанном Лассе Хойле.

### The Continuum Recyclings, Volume Two
| №                   | Название            | Длительность |
| ------------------- | ------------------- | ------------ |
| 1.                  | «I»                 | 17:53        |
| 2.                  | «II»                | 18:52        |
| 3.                  | «III»               | 21:51        |
| 4.                  | «IV»                | 15:25        |
| Общая длительность: | Общая длительность: | 73:21        |

The Continuum Recyclings, Volume Two — двойной LP-компаньон Continuum II. Состоит из полной реконструкции альбома Джастином Бродриком из Jesu и Godflesh.
Альбом был выпущен на 180-граммовом мраморном виниле с удлинённой обложкой и ограничен 500 копиями.